# 10. korpus (NOVJ)
10. korpus je bil partizanski korpus, ki je deloval kot del NOV in POJ v Jugoslaviji med drugo svetovno vojno.
Korpus je bil ustanovljen 19. januarja 1944.

## Sestava
- 32. divizija
- 33. divizija
- Vzhodna grupa odredov
- Zahodna grupa odredov
- 3. diverzantski bataljon